# Бэтмен против Супермена: На заре справедливости
«Бэ́тмен про́тив Суперме́на: На заре́ справедли́вости» (англ. Batman v Superman: Dawn of Justice) — американский супергеройский фильм, снятый режиссёром Заком Снайдером по сценарию, написанному Крисом Террио и Дэвидом С. Гойером на основе комиксов о Бэтмене и Супермене издательства DC Comics.
Фильм основывается на двух комиксах — «Бэтмен. Возвращение Тёмного рыцаря» и «Смерть Супермена». Это второй фильм Расширенной вселенной DC после «Человека из стали» (2013). Роль Бэтмена исполнил актёр Бен Аффлек, Супермена — Генри Кавилл, Лоис Лейн — Эми Адамс, Лекса Лютора — Джесси Айзенберг, а Чудо-женщину сыграла актриса Галь Гадот.
Премьера фильма состоялась 12 марта 2016 года в Пекине. При выходе в кинотеатрах фильм получил в основном отрицательные отзывы критиков. Позже на видео была выпущена расширенная версия фильма, исправляющая ряд недостатков кинотеатральной, она получила более положительные отзывы.

## Сюжет
1981 год. Юный Брюс Уэйн становится свидетелем убийства своих родителей Томаса и Марты Уэйнов в результате вооружённого ограбления. Во время похорон мальчик убегает в лес и проваливается в яму, населённую летучими мышами. Испуганные животные срываются с места и окружают Брюса, а затем он вместе с ними медленно вылетает из пещеры (при этом выясняется, что это всего лишь сон Уэйна).
Наши дни. Показана битва Супермена (Генри Кавилл) и Генерала Зода (Майкл Шэннон) глазами Брюса Уэйна (Бен Аффлек), который пытается спасти сотрудников своей компании «Wayne Enterprises» в охваченном паникой Метрополисе. Здание компании рушится в ходе драки Супермена и Зода, множество людей погибает, а Уэйн, спасший девочку от обломка здания, наблюдает, как Супермен и Зод падают вместе с осколками спутника.
Проходит 18 месяцев. На месте разрушенного в Индийском океане терраформатора криптонцев обнаруживают огромный камень криптонита. Этим инопланетным минералом интересуется Лекс Лютор (Джесси Айзенберг), эксцентричный глава компании «LexCorp». Опасаясь потенциальной инопланетной угрозы, в том числе и от Супермена, он планирует с помощью этого минерала создать оружие для противостояния криптонцам, так как этот минерал оказывает разрушающее действие на их клетки. Лютор добивается от властей доступа к криптонскому кораблю и останкам генерала Зода для своих экспериментов.
Супермен в ходе спасения своей возлюбленной Лоис Лейн (Эми Адамс) в Африке оказывается замешанным в инциденте, в результате которого гибнет множество людей в перестрелке. Участие Супермена становится причиной разбирательства в Конгрессе США, в котором многие считают Супермена угрозой для всей планеты, несмотря на все его попытки помогать людям.
Бэтмен продолжает заниматься борьбой с преступностью в Готэме всё более жёсткими методами. Он интересуется неким «Белым Португальцем», который якобы планирует привезти в город оружие массового поражения. Через русского гангстера ему удаётся выяснить, что к данному делу имеет причастность Лекс Лютор. Супермен в образе Кларка Кента продолжает работать в редакции газеты «Daily Planet» и хочет написать о бесчеловечных методах Бэтмена по борьбе с преступностью. Его начальник Перри Уайт (Лоренс Фишберн) не даёт ходу статье Кента, объясняя это неактуальностью подобного материала. Однако Кент продолжает осуждать Бэтмена, так как нельзя быть героем, действуя преступными методами.
Брюс едет на благотворительный приём в «LexCorp» с тайным намерением скопировать данные с сервера корпорации. Там он сталкивается с загадочной женщиной Дианой Принс (Галь Гадот), а также с Кентом. Между Кларком и Брюсом возникает спор о правомерности действий Бэтмена, но их диалог прерывает Лютор. Когда Брюс торопится забрать копирующее устройство из помещения с серверами, его опережает Диана. Позже она возвращает Брюсу устройство, объяснив, что не смогла его расшифровать. Она добавляет, что у Лютора имеется некая фотография, принадлежащая ей.
Во время дешифровки данных, скопированных у Лютора, Брюсу снится кошмар, где в постапокалиптическом мире Бэтмен ведёт отряд наёмников в некой пустыне, пытаясь добыть криптонит, однако все оказываются схваченными. Появляется Супермен, который убивает оставшихся людей Бэтмена, а с него самого срывает маску, добавляя, что «она» (Лоис) погибла по его вине. Просыпаясь во сне, Брюс видит временной портал, из которого некий человек выкрикивает, что Лоис Лейн — это «ключ», и что Брюс был прав насчёт «него» (Супермена). Проснувшись, Брюс узнаёт из данных Лютора, что «Португалец» — это корабль, везущий криптонит. Также он узнаёт о мета-людях (людях со сверх-способностями), которых опасается Лютор помимо Супермена: Флэш (Эзра Миллер), Аквамен (Джейсон Момоа), Киборг (Рэй Фишер) и Чудо-женщина (Галь Гадот). Последней и оказывается Диана Принс, изображённая на старой фотографии в костюме амазонки.
Травля Супермена продолжается. Уоллес Киф, спасённый Брюсом в начале фильма, пишет на статуе Супермена фразу «Ложный Бог» и оказывается схваченным полицией. Его освобождает Лютор, который предлагает дать показания против Супермена в Конгрессе. В это же время Кент получает анонимное письмо, полное фотографий убитых в тюрьме преступников с клеймом Бэтмена с подписями про «судью, присяжного и палача в одном лице». В ночь, когда криптонит привозят на корабле, камень пытается перехватить Бэтмен. На его пути становится Супермен, который призывает остановить беспредел[уточнить] и улетает. Бэтмен вслед произносит: «В твоих венах течёт кровь? Она прольётся».
Супермен прибывает на слушание в Капитолий, где собирается выступать Киф. Брюс, наблюдающий трансляцию по телевизору, спрашивает о компенсационных выплатах Кифу. Выясняется, что тот возвращал все квитанции с оскорбительными надписями, обвиняя Брюса, что тот допустил действия Супермена, в результате которых погибли сотрудники его компании. Далее выясняется, что Лютор подложил в инвалидное кресло Кифа мощную бомбу. Здание взрывается, все погибают (в том числе и сенатор Финч), кроме Супермена. Мир накрывает волна гнева. Супермен винит себя за то, что не смог предотвратить катастрофу и уходит в добровольное изгнание.
Разозлённый Бэтмен похищает криптонит у Лютора. Потеряв оружие против Супермена, Лютор входит в разрушенный корабль криптонцев и устанавливает контакт с бортовым компьютером. Ознакомившись с данными корабля, Лютор начинает создание «Дьявола» — нового монстра для борьбы с Суперменом из ДНК Лютора и тела генерала Зода.
Брюс готовится к схватке с Суперменом, производя из добытого камня гранаты с криптонитовой пылью и копьё с криптонитовым наконечником. Люди Лютора похищают Марту Кент — приёмную мать Супермена. Супермен прибывает к Лютору и узнаёт, что если через час он не принесёт Лютору голову Бэтмена, Марту убьют. Супермен летит на встречу с Бэтменом с желанием уговорить его помочь, однако Бэтмен не желает слушать доводы Супермена и начинает схватку. В итоге ему удаётся с помощью заготовленных криптонитовых гранат повалить бессильного Супермена на землю. Готовясь нанести последний удар, Бэтмен неожиданно для себя узнаёт, что мать Супермена, Марта, может умереть. Он вспоминает, как его собственная мать (по иронии судьбы, тоже Марта), когда-то умерла у него на глазах. Герои объединяются против Лютора, а подоспевшая Лейн выбрасывает криптонитовое копьё в воду.
Бэтмен по наводке своего дворецкого, начальника своей службы безопасности и конструктора всех гаджетов Альфреда Пенниуорта (Джереми Айронс), находит и освобождает Марту. В районе корабля пришельцев, где Лютор создавал монстра, начинают проявляться электрические разряды. Супермен прибывает к кораблю и сталкивается, по словам Лекса Лютора, со своим «Судным Днём» (Думсдеем). Супермен начинает сражение с монстром и после причинения огромных разрушений в городе уносит его в космос, где их обоих правительство США подрывает ядерной боеголовкой. Думсдей падает обратно на Землю, где продолжает эволюционировать, так как его невозможно уничтожить обычным оружием из-за способности поглощать энергию. В это время Бэтмен понимает, что оставшееся в порту Готэма криптонитовое копьё поможет одолеть инопланетного монстра и заманивает чудовище в порт.
К Супермену и Бэтмену присоединяется Чудо-женщина, однако им едва удаётся сдерживать монстра. Лейн пытается достать криптонитовое копьё из воды, однако из-за разрушений оказывается в плену под водой. На её крики отзывается Супермен, который спасает её и вытаскивает копьё из-под воды. С последними силами Супермен пронзает Думсдея криптонитовым копьём, однако монстр, потерявший в бою руку, пронзает Супермена не до конца регенерировавшей костью, в результате чего Супермен также погибает.
Пустой гроб Супермена хоронят с воинскими почестями, а самого Кента хоронят на кладбище в его родном Смолвиле. Лейн узнаёт о том, что Кларк хотел сделать ей предложение. Лютора заключают в тюрьму, и в его камеру приходит Бэтмен с целью заклеймить злодея бэтарангом. Лютор предупреждает, что с Суперменом покончено, Землю больше некому защищать, и что «монстры во тьме» скоро придут. В ярости Бэтмен покидает камеру, вбив бэтаранг в стену. Брюс, предчувствующий угрозу, просит Диану помочь найти остальных мета-людей, таких же, как она, чтобы создать Лигу Справедливости.
Фильм заканчивается тем, что горсть земли на гробу Кента начинает левитировать — Супермен медленно и постепенно начинает возвращаться к жизни.

## Роли исполняют
| Актёр              | Роль                                                               |
| ------------------ | ------------------------------------------------------------------ |
| Бен Аффлек         | Брюс Уэйн / Бэтмен                                                 |
| Генри Кавилл       | Кал-Эл / Кларк Кент / Супермен                                     |
| Эми Адамс          | Лоис Лейн                                                          |
| Джесси Айзенберг   | Лекс Лютор                                                         |
| Дайан Лейн         | Марта Кент                                                         |
| Лоренс Фишберн     | Перри Уайт                                                         |
| Джереми Айронс     | Альфред Пенниуорт                                                  |
| Холли Хантер       | Сенатор США Финч                                                   |
| Галь Гадот         | Диана Принс / Чудо-Женщина                                         |
| Робин Аткин Даунс  | Думсдэй                                                            |
| Каллэн Мулвей      | Анатолий Князев / KGBeast                                          |
| Тао Окамото        | Мёрси Грейвз                                                       |
| Джена Мэлоун       | профессор Джанет Клиберн сцены с ней вырезаны, режиссёрская версия |
| Гарри Ленникс      | министр обороны Кэлвин Суонвик                                     |
| Джеффри Дин Морган | Томас Уэйн (в титрах не указан)                                    |
| Лорен Коэн         | Марта Уэйн                                                         |
| Скут Макнейри      | Уоллес Киф                                                         |
| Кевин Костнер      | Джонатан Кент (камео)                                              |
| Вунми Моссаку      | Кахина Зири                                                        |
| Джейсон Момоа      | Артур Карри / Аквамен (камео)                                      |
| Эзра Миллер        | Барри Аллен / Флэш (камео)                                         |
| Рэй Фишер          | Виктор Стоун / Киборг (камео)                                      |
| Джо Мортон         | Сайлас Стоун (камео)                                               |
| Сэмми Рэтиби       | Генерал Амалхадж                                                   |
| Майкл Кэссиди      | Джимми Олсен                                                       |
| Карла Гуджино      | Келор (озвучка)                                                    |
| Нил Деграсс Тайсон | камео                                                              |

## Название фильма
До мая 2014 название фильма не было утверждено, а «Бэтмен против Супермена» считался неофициальным названием фильма. На сайте компании Warner Bros., а также на Box Office Mojo сиквел значился как «The Untitled Zack Snyder Super Hero Film». Проект получил своё неофициальное название после того, как 20 июня 2013 года сценарист Дэвид Гойер заявил на панели, посвящённой 75-му юбилею Супермена на «Комик-Коне», что предполагаемое название картины — «Супермен против Бэтмена» или «Бэтмен против Супермена». Чуть позже сайт ign.com сообщил, что компании Warner Bros. принадлежат сайты: SupermanVsBatman.com, и в то же время — BatmanVsSuperman.com; а также — BatmanVsSupermanMovie.com — что дало основания предполагать, что сиквел будет называться именно «Бэтмен против Супермена», а не «Супермен против Бэтмена».
В сентябре 2013 года оператор фильма Ларри Фонг заявил, что фильм будет называться «Бэтмен против Супермена». Позже генеральный директор Warner Bros. Кевин Цудзихара на конференц-звонке с акционерами при упоминании будущего проекта также назвал его «Бэтмен против Супермена». В ноябре 2013 года в СМИ появилась информация о других возможных названиях фильма после того, как Warner Bros. зарегистрировала несколько доменных имён с названием «Человек из стали» и рядом разных подзаголовков, отсылающих к Бэтмену. Среди зарегистрированных названий были «Человек из стали: Битва с Рыцарем», «Человек из стали: Тьма наступает», «Человек из стали: Падение Рыцаря» и другие.
21 мая Warner объявила официальное название сиквела «Человека из стали»: «Бэтмен против Супермена: На заре справедливости» (Batman V Superman: Dawn of Justice). Вместе с этим был запущен одноимённый официальный сайт и показан официальный логотип. В своём пресс-релизе представители Warner озвучили давно известный актёрский состав и дали старт производственному процессу. Некоторые издания, в частности Variety, выразили предположение, что название фильма связано с будущей экранизацией проекта «Лига справедливости», в котором планируется объединить основных супергероев данной франшизы.

## Создание

### Нереализованные проекты
Впервые план об общем фильме Бэтмена и Супермена появился летом 2001 года, когда Эндрю Кевин Уокер был нанят компанией Warner Bros. для написания сценария. Позднее Акиве Голдсману было поручено переписать сценарий Уокера.
В его варианте сценария Брюс Уэйн сложил с себя мантию Бэтмена за пять лет до описываемых событий. К тому времени Дик Грейсон, Альфред Пенниуорт и комиссар Гордон были мертвы, а самого Брюса мучили нервный срыв и депрессия. Он решает жениться на своей возлюбленной Элизабет Миллер, и приглашает Кларка Кента быть шафером. Сам Кларк переживает развод с Лоис Лейн и живёт в Смолвилле с Ланой Лэнг. Во время медового месяца Джокер убивает Элизабет и Уэйн снова надевает плащ, чтобы отомстить своему заклятому врагу. Супермен пытается ему помешать и Бэтмен обвиняет его в том, что тот не помешал убийству Элизабет. Супергерои сходятся в решающей битве. Но позже выясняется, что столкновение героев было планом Лекса Лютора и старые друзья объединяются, чтобы остановить суперзлодея.
Бэтмена должен был сыграть Кристиан Бейл, Супермена — Джош Хартнетт, а режиссёром должен был стать Вольфганг Петерсен. Съёмки картины были назначены на начало 2003 года и завершиться через полгода. Дата релиза была назначена на лето 2004 года. Но фильм был отменён, чтобы студия смогла сосредоточиться на отдельных фильмах супергероев, которыми стали «Бэтмен: Начало» и «Возвращение Супермена». Петерсен выразил надежду снять фильм позднее, с Кристианом Бейлом в роли Бэтмена.
В первой сцене фильма «Я — Легенда» (7 мин. 47 сек.), сценаристом которого был Акива Голдсман, был показан неиспользованный постер фильма — символ Супермена внутри эмблемы Бэтмена.

### Итоговый проект
10 июня 2013 года было объявлено, что режиссёр фильма Зак Снайдер и сценарист Дэвид С. Гойер вернутся для продолжения «Человека из стали». Гойер ранее подписал контракт на три фильма: «Человек из стали», его сиквел и фильм «Лига Справедливости». Ожидалось также возвращение Кристофера Нолана в сиквеле в качестве продюсера (хоть и в меньшей степени вовлечённости, чем это было в первом фильме). 20 июля 2013 года на «Комик-Коне» Зак Снайдер объявил, что в сиквеле кроме самого Супермена появится также и другой известный персонаж DC Comics — Бэтмен. В июле, на фестивале Comic-Con в Сан-Диего, Warner Bros. объявили, что Супермен и Бэтмен впервые встретятся на большом киноэкране в продолжении «Человека из стали», которое также будет являться перезагрузкой серии фильмов о Бэтмене. Во время презентации зрители услышали из уст актёра Гарри Ленникса фразу из графической новеллы Фрэнка Миллера «The Dark Knight Returns» (которую в самом комиксе произнёс Бэтмен):
Я хочу, чтобы ты запомнил, Кларк, навсегда, чтобы ты помнил это в самые важные моменты своей жизни. Я хочу, чтобы ты помнил эту руку на своем горле, чтобы ты помнил человека, который одолел тебя.
Режиссёром «Бэтмена против Супермена» стал Зак Снайдер, а сценаристом был выбран Дэвид С. Гойер (в сотрудничестве со Снайдером). Продюсерами проекта стали Дебора Снайдер, Бенджамин Мельникер, Майкл Э. Услан и Чарльз Ровен; Эмма Томас и Кристофер Нолан вернулись в качестве исполнительных продюсеров. Роль Супермена в сиквеле снова досталась Генри Кавиллу. Эми Адамс (Лоис Лейн), Дайан Лейн (Марта Кент) и Лоренс Фишберн (Перри Уайт) также вернулись к своим ролям.
22 августа 2013 года появилась официальная информация о том, что Бэтмена сыграет актёр Бен Аффлек. Сам фильм должен был выйти на экраны 17 июля 2015 года, однако, релиз перенесли на март 2016 года. Это было необходимо для того, чтобы довести все идеи и аспекты, связанные с работой над фильмом, до конца. Также перенос премьеры на март 2016, оправдывался создателями в том числе и тем, чтобы избежать прокатной конкуренции с фильмом «Первый мститель: Противостояние», выходящим 6 мая 2016 года.
В фильме также представлены такие персонажи, как Барри Аллен/Флэш в исполнении актёра Эзры Миллера, Артур Карри/Аквамен в исполнении Джейсона Момоа и Виктор Стоун/Киборг в исполнении Рэя Фишера, у которых в картине было небольшое камео и роли которых будут расширены в будущих фильмах. В короткой сцене фильма также был представлен Степпенвулф, который станет главным антагонистом в фильме Лига Справедливости. Сцена не была включена в театральную версию фильма, но 28 марта была опубликована в сети самой Warner Bros., прежде чем её включили в Специальное издание, которое содержит около 30 минут дополнительных сцен.
В мае 2014 года появилась информация, что фильм будет называться «Бэтмен против Супермена: На заре справедливости».

#### Персонажи и актёры
20 июня 2013 года на Комик-Коне было объявлено, что в продолжении роль Супермена снова сыграет Генри Кавилл, Эми Адамс вернётся к роли Лоис Лейн, Дайан Лейн сыграет Марту Кент и Лоренс Фишберн — Перри Уайта. После выхода «Человека из стали» на экраны издание ComicBookMovie сообщило, что Бэтмена может сыграть актёр Тайлер Хеклин, однако сама компания не давала официального подтверждения этому слуху.
В конце июля 2013 года пошли слухи, что в сиквеле Бэтмен будет намного старше Супермена, и что студия Warner Bros. уже ищет кандидатов на роль Бэтмена в возрасте старше 40 лет. Многие ресурсы выдвигали свои предположения по поводу того, кто именно сыграет данного персонажа; среди основных претендентов на эту роль выделяли таких актёров как: Ричард Армитидж, Джош Бролин, Райан Гослинг, Джо Манганьелло, Макс Мартини, Мэттью Гуд, Скотт Эдкинс, Джон Хэмм, Карл Урбан, Эрик Бана.
17 августа 2013 года сайт Cosmic Book News пустил слух, что некий источник с DC Entertainment предоставил им список актёров, которые будут проходить пробы на роль Бэтмена, и в этом списке значатся такие имена, как: Уэс Бентли, Джейк Джилленхол, Люк Эванс, Бен Аффлек. Также ресурс сообщал, что пробы на роль персонажа будут проходить в сентябре/октябре 2013 года; и что первый кандидат на роль Бэтмена — Тайлер Хеклин, по мнению кинокомпании, выглядит слишком молодо для этой роли и поэтому он не будет проходить пробы.
22 августа 2013 года наконец появилась официальная информация об исполнителе роли Бэтмена — им стал актёр Бен Аффлек. В 2003 году он уже сыграл другого персонажа комиксов — Сорвиголову. Также в 2006 году Аффлек носил костюм Супермена в фильме о Джордже Ривзе.
12 сентября 2013 года глава Warner Bros. Кевин Цудзихара сообщил о том, каким именно будет Бэтмен в исполнении Бена Аффлека: «…Бэтмен [в фильме] — это своего рода усталый, вымотанный и зрелый персонаж. Он уже давно на своём посту».
Сам Аффлек в одном из интервью рассказал о том, почему он вновь согласился залезть в шкуру супергероя:

Это был уникальный подход к Бэтмену, который тем не менее не шёл наперекор мифологии. Я заинтересовался. Внезапно ко мне пришло понимание персонажа. Когда люди увидят фильм, это будет иметь больше смысла, чем сейчас или даже чем для меня изначально. Не хочу выдавать подробностей, но идея в новом Бэтмене заключается в том, чтобы не пытаться соревноваться с Бэтменом Кристиана Бэйла и Кристофера Нолана, но при этом существовать в рамках канона. Наша версия будет старше и мудрее, особенно в плане его сравнения с Суперменом Генри Кавилла.
— 
Несмотря на то, что компании Warner Bros. и DC Entertaiment официально не подтвердили присутствие данного персонажа в фильме, 8 августа 2013 года сразу несколько сайтов сообщило о возможных кандидатах на роль заклятого врага Супермена. Так, например, ресурс Digital Spy сообщил, что, возможно, данного персонажа сыграет актёр Марк Стронг, а сайт Latino Review предположил, что Лютора сыграет актёр Брайан Крэнстон. Спустя 3 дня ресурс metro.us сообщил, что Брайан Крэнстон «не прочь сыграть Лютора в сиквеле». В конце августа 2013 года MSN Entertainment сообщило о том, что Крэнстон опроверг слух о своём участии в фильме.
7 ноября 2013 года Variety сообщил, что Галь Гадот, Элоди Юнг и Ольга Куриленко рассматриваются на роль Чудо-женщины. В начале декабря 2013 года было официально объявлено, что израильская актриса Галь Гадот, известная по фильмам серии «Форсаж», исполнит роль Чудо-женщины. На кастинге актриса думала, что пробуется на роль Женщины-кошки, а не Чудо-женщины.
31 января 2014 года американский актёр Джесси Айзенберг и британский актёр Джереми Айронс присоединились к проекту, они исполнят роли Лекса Лютора и Альфреда Пенниуорта.
3 апреля 2014 года, компания объявила, что Каллэн Мулвей, Тао Окамото и Холли Хантер присоединилась к актёрскому составу фильма. 25 апреля Variety со ссылкой на достоверные источники сообщил о пополнении в актёрском составе фильма «Бэтмен против Супермена», Рэй Фишер сыграет Виктора Стоуна, более известного как Киборг, его роль будет в большей степени камео. В конце июня стало известно, что к актёрскому составу присоединился Скут Макнейри, но его роль пока держится в строжайшем секрете. Предполагалось, что Макнейри сыграет значимого персонажа DC Comics Также в июне актёр Джейсон Момоа получил роль Аквамена, в качестве камео. Летом было подтверждено возвращение Гарри Ленникс и Кристины Рен к ролям генерала Суонвик и Кэрри Фэррис.

### Съёмки
По словам Снайдера и Гойера, для создания фильма они черпали вдохновение из комикса Бэтмен. Возвращение Тёмного Рыцаря, но в то же время, картина не будет точной адаптацией произведения.
19 октября 2013 года прошли первые съёмки фильма в учебных заведениях East Los Angeles College и Victor Valley College. Съёмочная группа Зака Снайдера приехала на игру по американскому футболу среди данных колледжей, где в перерыве стадион перевоплотился в стадион Университета Готэма, который принимал у себя команду из Метрополиса. Согласно порталу Batman-News, были сняты сцены самой игры, а также сцены, где толпа радуется и, наоборот, подавлена 13 мая Зак Снайдер опубликовал в своём твиттере первую фотографию актёра Бена Аффлека в образе Бэтмена. Кроме того, Снайдер обнародовал фотографию транспортного средства, которым пользуется супергерой, — Бэтмобиля. В конце июля на проходящем в Сан-Диего фестивале Comic-Con была представлена первая полноценная фотография Бэтмена в исполнении Бена Аффлека. Позднее, на субботней панели кинокомпании Warner Bros. студия представила промо со всеми основными членами Лиги Справедливости, где также было первое изображение Галь Гадот в образе Чудо-женщины. В августе стало известно, что одной из съёмочных локаций станет Марокко. Предположительно Марокко стала домом для Чудо-женщины.
Основные съёмки стартовали 21 мая 2014 года в Детройте. Фильм также снимался в Иллинойсе, Африке и южной части Тихого океана. Дополнительные съёмки проходили в районе Йорквилла, Иллинойс и Нью-Мексико в конце 2014 года.

## Прокат и оценки
Фильм вышел в прокат Индонезии, Тунисе и Швеции 23 марта 2016 года, в Новой Зеландии, России и Уругвае — 24 марта 2016 года, в Бангладеш, США и Японии — 25 марта 2016 года.
Фильм получил в основном отрицательные отзывы критиков. На сайте Rotten Tomatoes рейтинг фильма составляет 28 % на основе 375 рецензий со средней оценкой 5.0 из 10. Ресурс Metacritic дал фильму рейтинг 44 из 100 на основе 51 рецензии. Тем не менее, зрителями фильм был принят неплохо. На сайте Rotten Tomatoes зрительский рейтинг составил 62 %, а на сайте IMDb 6,4 из 10. Основные претензии критиков вызвали сюжет и монтаж картины, её критиковали за бессвязность, за искусственность конфликта между заглавными героями. Позже на видео была выпущена расширенная «режиссёрская» версия «Бэтмена против Супермена», длиннее на 30 минут. В неё вошли дополнительные сцены, вырезанные на финальном монтаже кинотеатральной версии, и закрывающие часть сюжетных дыр. Эта версия получила более положительные отзывы; некоторые критики утверждали, что фильм следовало выпускать в кинотеатры именно в таком виде.
Несмотря на отрицательные отзывы критиков, фильм удачно стартовал на больших экранах; в первый день ленте удалось собрать 82 млн долларов в США, а за первые выходные — 166 млн $ (422,5 млн $ с учётом всех стран).
На данный момент картина занимает 70 строчку в списке самых кассовых фильмов всех времён и 5 строчку в списке самых кассовых фильмов 2016 года, заработав 873,6 млн $.

## Награды и номинации
| Год  | Премия         | Категория                                  | Номинанты                    | Результат |
| ---- | -------------- | ------------------------------------------ | ---------------------------- | --------- |
| 2017 | Сатурн         | Лучший фильм, основанный на комиксах       |                              | Номинация |
| 2017 | Сатурн         | Лучшее специальное DVD или Blu-ray издание | Ultimate Edition версия      | Номинация |
| 2017 | Золотая малина | Худший фильм                               |                              | Номинация |
| 2017 | Золотая малина | Худший приквел, ремейк, плагиат или сиквел | Победа                       |           |
| 2017 | Золотая малина | Худший режиссёр                            | Зак Снайдер                  | Номинация |
| 2017 | Золотая малина | Худший сценарий                            | Крис Террио и Дэвид С. Гойер | Победа    |
| 2017 | Золотая малина | Худшая мужская роль                        | Бен Аффлек                   | Номинация |
| 2017 | Золотая малина | Худшая мужская роль                        | Генри Кавилл                 | Номинация |
| 2017 | Золотая малина | Худшая мужская роль второго плана          | Джесси Айзенберг             | Победа    |
| 2017 | Золотая малина | Худшая экранная комбинация                 | Бен Аффлек и Генри Кавилл    | Победа    |